# Red Devils (belgijski zespół akrobatyczny)
Red Devils – zespół akrobacyjny Belgijskich Sił Powietrznych powstały na początku 2009 jako Hardship Red. 

## Historia
Historia zespołu wywodzi się z roku 2008 kiedy to piloci 5 dywizjonu 1 Skrzydła Lotnictwa Szkolnego wprowadzili w życie pomysł powstania zespołu akrobacyjnego, latającego na samolotach szkolnych, Marchetti SF-260. Na początku 2009 zespół został oficjalnie zaakceptowany przez Siły Powietrzne Belgii a samoloty do tego celu wybrane zostały pomalowane w żółto, czerwone barwy. 
W kwietniu 2011 zmieniono nazwę zespołu na Red Devils a samoloty przemalowane w czerwone barwy z kolorami belgijskiej flagi na spodzie skrzydeł i stateczniku pionowym. 
Na 2023 zaplanowano występ grupy na 13 imprezach lotniczych. 